# 廣州粉尺蛾
廣州粉尺蛾（学名：Pingasa crenaria）为尺蛾科粉尺蛾屬下的一个种。